# Ehlenz
Ehlenz is een plaats in de Duitse deelstaat Rijnland-Palts, en maakt deel uit van de Eifelkreis Bitburg-Prüm.
Ehlenz telt 463 inwoners.

## Bestuur
De plaats is een Ortsgemeinde en maakt deel uit van de Verbandsgemeinde Bitburger Land.

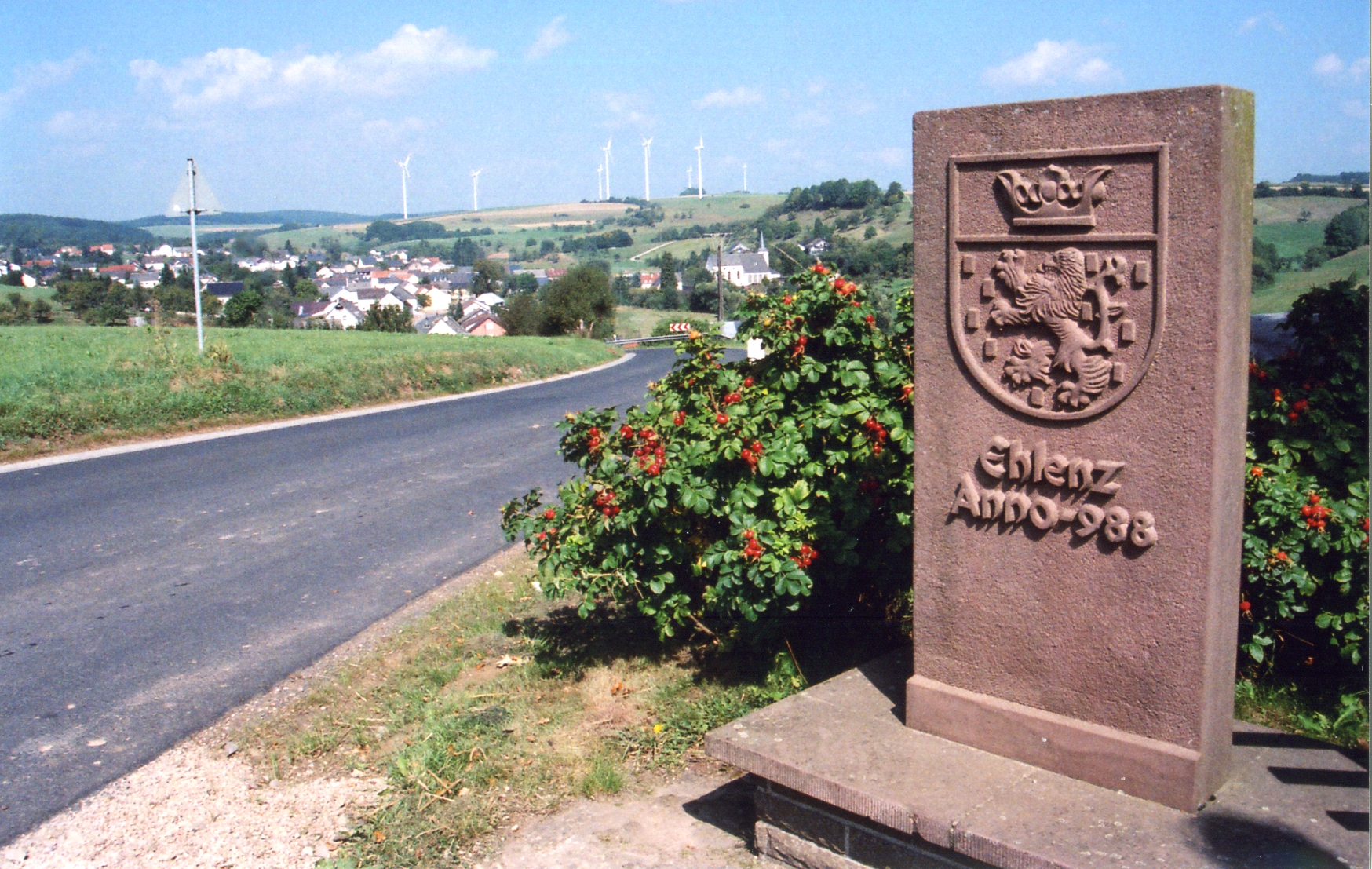
Ehlenz

Verbandsvrije stad:  Bitburg